# Great Notley
Great Notley is een civil parish in het bestuurlijke gebied Braintree, in het Engelse graafschap Essex. De plaats telt 2472 inwoners.